# Гензель и Гретель (фильм, 2007)
«Гензель и Гретель» (кор. 헨젤과 그레텔) — южнокорейский фильм ужасов 2007 года, снятый режиссёром Лим Пхильсоном. Премьера в мире состоялась 27 декабря 2007 года.

## Сюжет
Молодой парень Ли Ынсу, управляя автомобилем, отвлечённый телефонным разговором со своей беременной девушкой, теряет контроль движения на дороге и попадает в аварию. Ли Ынсу выбирается из неисправного автомобиля, движется пешком по лесу, и через некоторое время он падает на землю и теряет сознание.  Ночью в лесу его находит молодая девушка, которую зовут Ким Ёнхи. Девушка приводит его в большой восхитительный дом, который находился в чаще леса, где жила её семья. Родители девушки добродушно и гостеприимно принимают парня в своём доме и знакомят его с остальными детьми. На следующее утро Ли Ынсу прощается с гостеприимными хозяевами и покидает их дом. Но у него ничего не выходит. Пытаясь выбраться из чащи леса на дорогу, он снова возвращается к дому…

## В ролях
| Актёр         | Роль         |
| ------------- | ------------ |
| Чхон Чжон Мён | Ли Ынсу      |
| Ын Вонджэ     | Ким Манбок   |
| Сим Ынгён     | Ким Ёнхи     |
| Чин Джихи     | Ким Джонсун  |
| Пак Хисун     | Пён Дживан   |
| Лидия Пак     | Кён Сук      |
| Чан Ённам     | Су Джон мать |
| Ким Гёник     | Ён Сик отец  |
| Ко Джунхи     | Хе Ён        |

## Съёмочная группа
- Режиссёр: Лим Пхильсон
- Продюсеры: Чхве Джэвон, Со Усик, Ка Ёнмо
- Сценаристы: Лим Пхильсон, Ким Джихе, Ким Минсук
- Оператор: Ким Джиён
- Композитор: Ли Бёну

## Награды и номинации
- Международный фестиваль фантастических фильмов в Пучхоне[англ.] — награда (2008)
- Кинофестиваль в Сиджесе — номинация (2008)
- Кинофестиваль в Жерармере — номинация (2009)
- Фантаспорту — награды (2009)[2]